# Yitro
Yitro, Yithro, o Yisro (in ebraico יִתְרוֹ‎?, "Ietro", seconda parola e incipit di questa parashah) diciassettesima porzione settimanale della Torah nel ciclo annuale ebraico di letture bibliche dal Pentateuco, quinta nel Libro dell'Esodo. Rappresenta il passo 18:1-20:23 di Esodo. 
La parashah narra dei consigli organizzativi che Ietro dà a Mosè e la rivelazione dei Dieci Comandamenti da parte di Dio agli Israeliti sul Monte Sinai. Gli ebrei della diaspora la leggono durante il diciassettesimo Shabbat dopo Simchat Torah, generalmente a fine gennaio o in febbraio. Gli ebrei inoltre leggono parte della parashah, Esodo 19:1-20:23, quale lettura della Torah nel primo giorno della festa ebraica di Shavuot, che commemora la trasmissione dei Dieci Comandamenti.

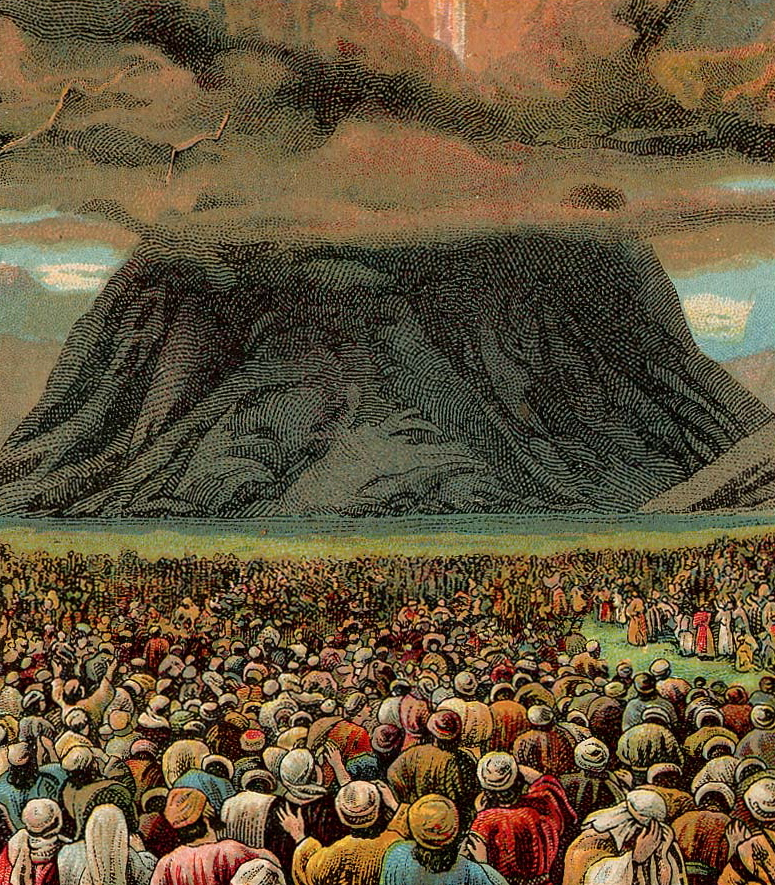
I Dieci Comandamenti (illustrazione da una figurina biblica pubblicata nel 1907 dalla Providence Lithograph Company)

## Letture

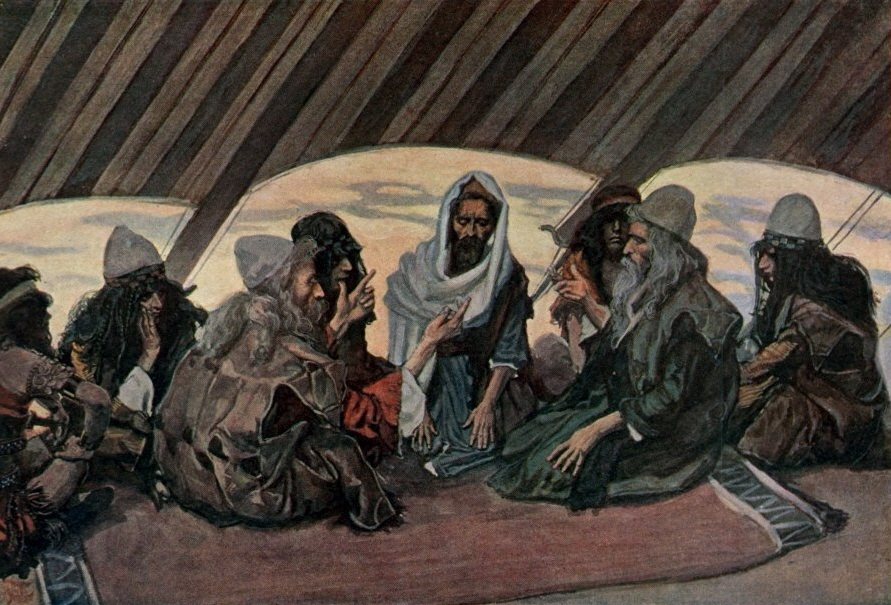
Ietro e Mosè (acquerello di James Tissot, 1896–1902 ca.)

Nella tradizionale lettura biblica dello Shabbat, la parashah è suddivisa in sette parti o aliyot, in ebraico עליות‎?.

### Prima lettura — Esodo 18:1–12
Nella prima lettura, il suocero di Mosè Ietro viene a sapere tutto ciò che Dio aveva fatto per gli Israeliti e porta la moglie di Mosè Zippora e i suoi due figli, Gherson (“Sono un emigrato in terra straniera”) e Eliezer (“Dio è venuto in mio aiuto") a Mosè nel deserto al Monte Sinai. Ietro gioisce, benedice Dio e offre sacrifici a Dio.

### Seconda lettura — Esodo 18:13–23
Nella seconda lettura, il popolo rimane dalla mattina alla sera ad aspettare Mosè che giudichi le loro dispute. Ietro consiglia a Mosè di far conoscere la legge e poi di scegliere degli uomini capaci, onesti e fidati, timorosi di Dio, da nominare come capi affinché giudichino amministrando giustizia al popolo, e che portino a Mosè solo le cause difficili.

### Terza lettura — Esodo 18:24–27
In questa breve terza lettura, Mosè dà ascolto ai consigli di Ietro. Poi Mosè saluta Ietro e quest'ultimo ritorna a casa.

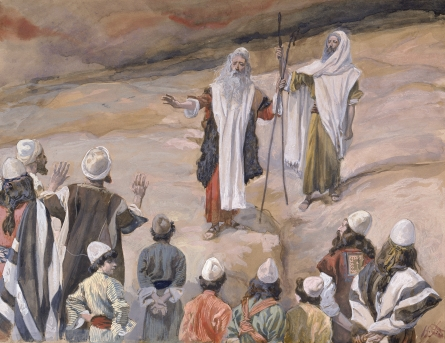
Mosè proibisce al popolo di seguirlo (acquerello di James Tissot, 1896–1902 ca.)

### Quarta lettura — Esodo 19:1–6

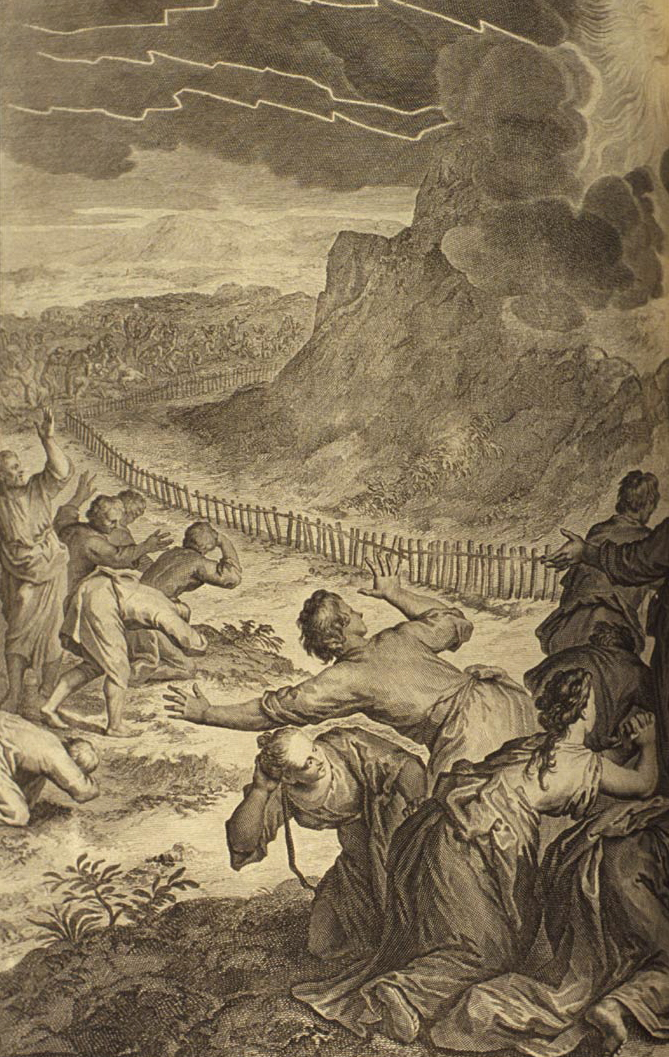
La promulgazione della Legge sul Monte Sinai (illustrazione del 1728 dalle Figures de la Bible)

Nella quarta lettura, esattamente tre mesi dopo aver lasciato l'Egitto, gli Israeliti entrano nel deserto ai piedi del Monte Sinai. Mosè sale sul Monte e Dio gli dice di annunciare agli Israeliti che, se obbediranno fedelmente Dio e custodiranno l'Alleanza, «voi sarete per me la proprietà tra tutti i popoli... un regno di sacerdoti e una nazione santa.»

### Quinta lettura — Esodo 19:7–19
Nella quinta lettura, quando Mosè riferisce agli anziani, tutti rispondono: "Quanto il Signore ha detto, noi lo faremo!". Mosè torna dal Signore e riferisce le parole del popolo. Dio istrusce Mosè che il popolo rimanga puro, che si lavino gli abiti e si preparino per il terzo giorno, quando Dio sarebbe disceso rivelandosi al popolo, sul Monte Sinai. Dio dice a Mosè di mettere delle delimitazioni intorno alla montagna, minacciando di morte chi avesse toccato la montagna, e Mosè esegue.
All'alba del terzo giorno, ci sono tuoni e lampi, e una nube densa sul monte e un suono fortissimo di tromba: tutto il popolo che è nell'accampamento viene scosso da tremore. Mosè porta il popolo ai piedi della montagna. Il Monte Sinai è ora tutto coperto di fumo e trema violentemente, il suono della tromba aumenta sempre più forte, e Dio risponde a Mosè nel tuono.

### Sesta lettura — Esodo 19:20–20:14
Nella sesta lettura, Dio discende sulla cima del Monte Sinai e chiama a sé Mosè. Dio nuovamente comanda Mosè di scongiurare il popolo «di non irrompere verso il Signore per vedere, altrimenti ne cadrà una moltitudine!»
Dio pronuncia i Dieci Comandamenti. 

### Settima lettura — Esodo 20:15–23
Nella settima lettura, vedendo lampi e tuoni e la montagna che fumava, il popolo si ritirò intimorito e chiese a Mosè di parlar loro, "ma non ci parli Dio, altrimenti moriremo!" Dio disse a Mosè di riferire al popolo di non fare idoli d'argento o d'oro, ma un altare di terra per i sacrifici. Dio proibì un altare di pietra fatto di pietre tagliate. Proibì inoltre i gradini per salire all'altare, in modo che non si scoprisse la nudità dei sacerdoti.

## Comandamenti

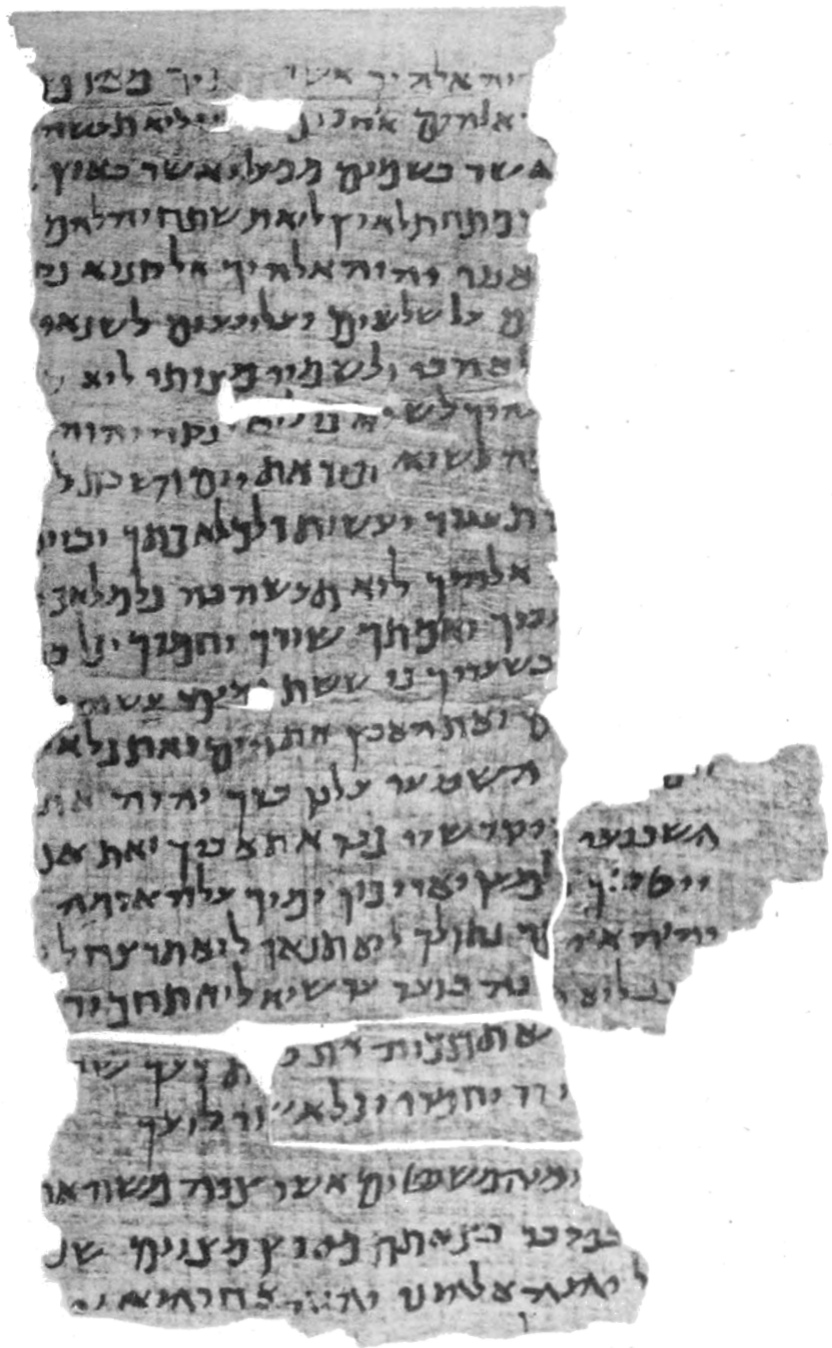
Decalogo del II secolo a.e.v. (dal Papiro Nash)

Secondo lo Sefer ha-Chinuch, in questa parashah ci sono 3 comandamenti positivi e 14 negativi:
- Sapere che c'è un Dio[25]
- Non credere a divinità oltre Dio[26]
- Non farsi degli idoli[27]
- Non adorare idoli e non prostrarcisi[28]
- Non adorare gli idoli nelle quattro maniere in cui si adora Dio[28]
- Non pronunciare invano il Nome di Dio[29]
- Santificare lo Shabbat con Kiddush e Havdalah[30]
- Non eseguire lavori proibiti di Shabbat[31]
- Rispettare padre e madre[32]
- Non uccidere[33]
- Non commettere adulterio[34]
- Non rapire/rubare[35]
- Non pronunciare falsa testimonianza[36]
- Non desiderare la roba d'altri[37]
- Non fare forme umane anche se per scopi decorativi[38]
- Non costruire un altare in pietre tagliate[39]
- Non salire l'altare per mezzo di gradini.[40]

## Maqam settimanale
Nella Maqam settimanale, gli ebrei sefarditi ogni settimana basano i loro canti del servizio religioso sul contenuto della rispettiva parashah settimanale. Per la Parashah Yitro, i sefarditi usano la Maqam Hoseni, una maqam che esprime bellezza. Tale maqam è appropriata per questa parashah, poiché contiene l'episodio degli Israeliti che ricevono i Dieci Comandamenti.

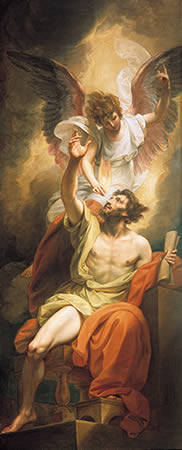
Le labbra di Isaia vengono unte col fuoco (dipinto di Benjamin West del 1784)

## Haftarah
La haftarah della parashah è Isaia 6:1-7:6 e Isaia 9:5-6

### Collegamento con la Parashah
Sia la parashah che la haftarah descrivono la rivelazione di Dio. Entrambe riportano Esseri Divini con le ali. Sia la the parashah che la haftarah descrivono la presenza di Dio accompagnata da tremore e fumo. Inoltre entrambe affermano di rendere Israele una nazione santa.

## Riferimenti
La parashah ha paralleli o viene discussa nelle seguenti fonti:

### Antichi
- Libro dei morti, capitolo 125. Antico Egitto, 1500–1400 a.e.v. Ristampato in (EN)  da Ernest Alfred Wallis Budge. The Egyptian Book of the Dead (The Papyrus of Ani) Egyptian Text, Transliteration and Translation, 195–205. New York: Dover Publications, 1967. (analogia coi Dieci Comandamenti).

### Biblici
- Esodo 34:7[47] (punire i figli per i peccati dei padri).
- Levitico 5:1-10[48] (voti); Levitico 19:12[49] (voti).
- Numeri 14:18[50] (punire i figli per i peccati dei padri); Numeri 30:2-17[51] (voti).
- Deuteronomio 1:9-18[52] (condividere doveri amministrativi); Deuteronomio 5:2-28[53] (dieci comandamenti); Deuteronomio 5:8[54] (punire i figli per i peccati dei padri); Deuteronomio 23:22-24[55] (voti); Deuteronomio 24:16[56] (no pena capitale per i figli a causa dei peccati dei padri).

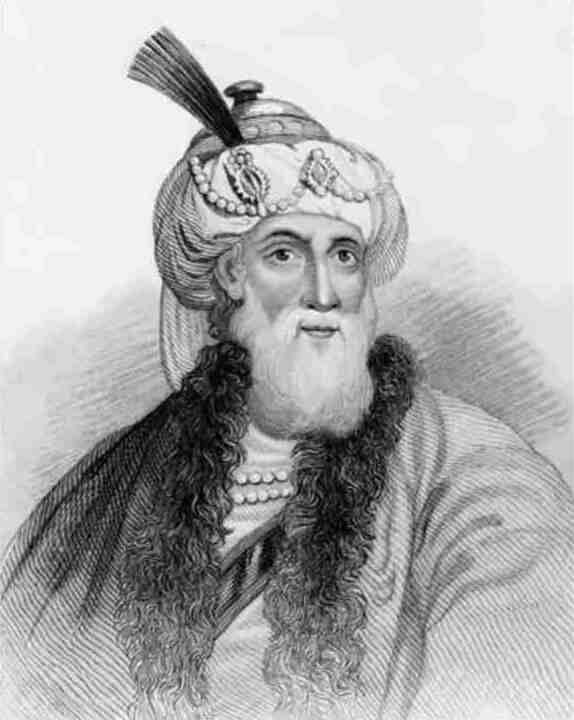
Flavio Giuseppe

- Isaia 56:6-7[57] (osservare lo Shabbat); Isaia 66:23[58] (Shabbat osservato universalmente).
- Geremia 31:28-29[59] (31:29-30 in altri) (not punishing children for fathers' sin).
- HE 18:1–4[60] (no pena capitale per i figli a causa dei peccati dei padri); Ezechiele 18:5-7[61] (il giusto non ruba).
- Psalm 97:7[62] (immagini scolpite).

### Non rabbinici
- Flavio Giuseppe. Antichità giudaiche. 3:3:1 Archiviato il 10 febbraio 2007 in Internet Archive. – Archiviato il 5 febbraio 2007 in Internet Archive. 3:5:6. Archiviato il 5 febbraio 2007 in Internet Archive. Circa 93–94. Rist. su The Works of Josephus: Complete and Unabridged, New Updated Edition. Trad. (EN)  di William Whiston, pp. 83–85. Peabody, Mass.: Hendrickson Pub., 1987. ISBN 0-913573-86-8.

### Rabbinici classici
- Mishnah: Shabbat 5:1–4, 9:3; Nedarim 1:1–11:11; Bava Kamma 5:7; Sanhedrin 7:6; Makkot 1:3; Shevuot 1:1–8:6; Avodah Zarah 1:1–5:12; Avot 3:6, 5:6; Tamid 5:1. Terra d'Israele, circa 200 e.v. Rist. su The Mishnah: A New Translation. Trad. di Jacob Neusner, 184, 190, 515, 598, 610, 660–72, 679, 686, 869. New Haven: Yale University Press, 1988. ISBN 0-300-05022-4.
- Tosefta: Maaser Sheni 5:27; Shabbat 1:21; Sukkah 4:3; Megillah 3:5, 24; Sotah 4:1, 7:2; Bava Kamma 3:2–3, 4:6, 6:4, 14, 7:5, 9:7, 17, 20, 22, 26; Sanhedrin 3:2, 4:7, 12:3; Makkot 1:7; Shevuot 3:6, 8; Avodah Zarah 1:1–8:8; Arakhin 2:10, 5:9. Terra d'Israele, circa 300 e.v. Rist. su The Tosefta: Translated from the Hebrew, with a New Introduction. Trad. di Jacob Neusner, vol. 1: 330, 360, 579, 645, 650, 844, 860; vol. 2: 962–63, 972, 978, 980, 987, 1001, 1004–06, 1150, 1159, 1185, 1201, 1232–34, 1261–93, 1499, 1514. Peabody, Mass.: Hendrickson Pub., 2002. ISBN 1-56563-642-2.
- Talmud gerosolimitano: Berakhot 5a, 12b–13a, 39a, 50b, 87a; Peah 6b; Sheviit 1a, 2a; Terumot 64a; Bikkurim 23b; Shabbat 1a–; Sukkah 3a, 24a; Rosh Hashanah 1b; Megillah 18b, 31b; Nedarim 1a–; Sanhedrin 2a, 11b, 21a, 27a, 34b, 36a; Shevuot 1a–; Avodah Zarah 1a–. Terra d'Israele, circa 400 e.v. Rist. su Talmud Yerushalmi. Curato da Chaim Malinowitz, Yisroel Simcha Schorr, e Mordechai Marcus, voll. 1–3, 6a, 8, 12, 22, 24, 26. Brooklyn: Mesorah Publications, 2005–2012.
- Mekhilta According to Rabbi Ishmael 47:1–57:1. Terra d'Israele, tardo IV secolo. Rist. su Mekhilta According to Rabbi Ishmael. Trad. da Jacob Neusner, 2:37–103. Atlanta: Scholars Press, 1988. ISBN 1-55540-237-2. And Mekhilta de-Rabbi Ishmael. Trad. di Jacob Z. Lauterbach, 2:271–354. Philadelphia: Jewish Publication Society, 1933, reissued 2004. ISBN 0-8276-0678-8.
- Mekhilta de-Rabbi Shimon 20:3; 26:1; 34:2; 44:1–2; 46:1–57:3; 68:1–2; 74:4, 6; 77:4; 78:4; 82:1. Terra d'Israele, V secolo. Rist. su Mekhilta de-Rabbi Shimon bar Yohai. Trad. di W. David Nelson, 83–84, 113, 147, 186, 195–209, 212–58, 305, 347, 349, 359, 364, 372–73. Philadelphia: Jewish Publication Society, 2006. ISBN 0-8276-0799-7.

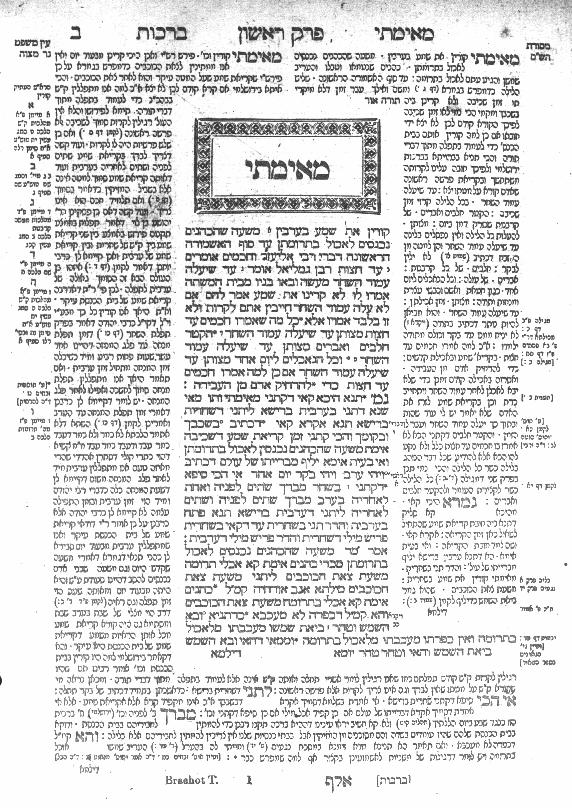
Talmud

- Talmud babilonese: Berakhot 6a–b, 20b, 33a, 45a, 54a, 57a, 64a; Shabbat 10a, 33b, 51b, 86a–b, 87b–88b, 94a, 105a, 114b, 117b, 120a–b, 153a–b; Pesachim 5b, 47b–48a, 54a, 63b, 106a, 117b; Yoma 4a, 86a; Sukkah 5a, 53a; Beitzah 5a–b, 15b; Rosh Hashanah 3a, 24a–b, 27a; Taanit 21b; Megillah 31a; Moed Katan 5a, 7b, 13a, 15a; Chagigah 3b, 6a, 12b–13a, 14a, 18a, 27a; Yevamot 46b, 62a, 79a; Ketubot 103a, 111a; Nedarim 18a, 20a, 38a; Nazir 45a; Sotah 31a, 33a, 38a, 42a; Gittin 57b; Kiddushin 2b, 30a–32a, 76b; Bava Kamma 54b, 74b, 99b; Bava Metzia 5b, 30b, 32a, 61b; Sanhedrin 2b, 7a–b, 10a, 15b–17a, 18a–b, 21b, 34b, 35b, 36b, 45a, 50a, 56b, 59b, 61a–62a, 63a, 67a, 86a–b, 94a, 99a; Makkot 2b, 4a–b, 7b, 8b, 10a, 13b; Shevuot 20b–21a, 29a, 30b–31a, 39a, 47b; Avodah Zarah 2a–76b; Horayot 4b, 8a; Zevachim 8a, 19a, 58a, 59a, 61b, 115b–16a; Menachot 5b; Chullin 110b; Arakhin 11a; Temurah 3a–b; Keritot 3b; Niddah 13b, 42a. Babilonia, VI secolo. Rist. su Talmud Bavli. Curato da Yisroel Simcha Schorr, Chaim Malinowitz, e Mordechai Marcus, 72 voll. Brooklyn: Mesorah Pubs., 2006.

### Medievali
- Saadya Gaon. Emunoth ve-Deoth, Introd. 6; 2:12; 5:4, 6; 6:6; 9:2; 10:11. Baghdad, Babilonia, 933. Trad. di Samuel Rosenblatt, 31–32, 128, 130, 219–20, 225–26, 254, 327–28, 385. New Haven: Yale University Press, 1948. ISBN 0-300-04490-9.

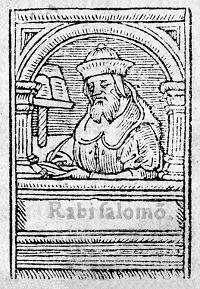
Rashi

- Esodo Rabbah 27:1–29:9. X secolo. Rist. su Midrash Rabbah: Exodus. Trad. di S. M. Lehrman, vol. 3. Londra: Soncino Press, 1939. ISBN 0-900689-38-2.
- Solomon ibn Gabirol. A Crown for the King, 29:357–58. Spagna, XI secolo. Trad. di David R. Slavitt, 48–49. New York: Oxford University Press, 1998. ISBN 0-19-511962-2.
- Rashi. Commentario. Exodus 18–20. Troyes, Francia, tardo XI secolo. Rist. su Rashi. The Torah: With Rashi's Commentary Translated, Annotated, and Elucidated. Trand. (EN)  e note di Yisrael Isser Zvi Herczeg, 2:205–46. Brooklyn: Mesorah Publications, 1994. ISBN 0-89906-027-7.
- Yehuda Halevi. Kuzari. 1:87–91; 2:4; 3:39; 5:21. Toledo, Spagna, 1130–1140. Rist. su Jehuda Halevi. Kuzari: An Argument for the Faith of Israel. Introd. di Henry Slonimsky, 60–63, 87, 172, 290. New York: Schocken, 1964. ISBN 0-8052-0075-4.
- Zohar 2:67a–94a.[collegamento interrotto] Spagna, tardo XIII secolo. Rist. su The Zohar. Trad. (EN)  di Harry Sperling & Maurice Simon. 5 voll. Londra: Soncino Press, 1934.

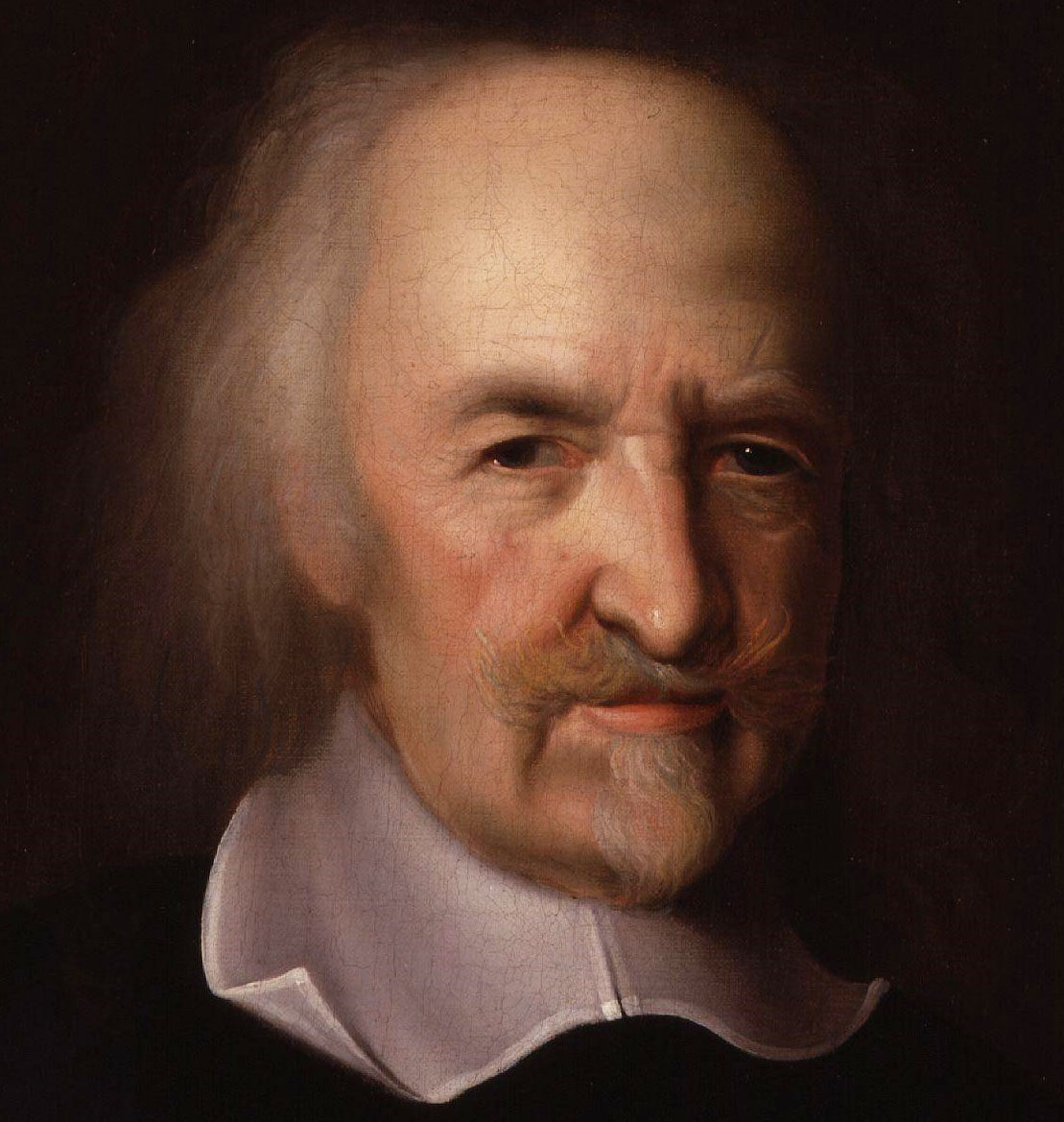
Thomas Hobbes

### Moderni
- Thomas Hobbes. Leviatano, 2:20; 3:35, 36, 40, 42; 4:45. Inghilterra, 1651. Rist. curata da C. B. Macpherson, 258, 444, 449, 464–65, 501–02, 504, 545–47, 672, 676. Harmondsworth, Inghilterra: Penguin Classics, 1982. ISBN 0-14-043195-0.
- Edward Taylor. “18. Meditation. Heb. 13.10. Wee Have an Altar.” In Preliminary Meditations: First Series. Cambridge, Mass.: Early 18th century. Su Harold Bloom. American Religious Poems, 21–22. New York: Library of America, 2006. ISBN 978-1-931082-74-7.

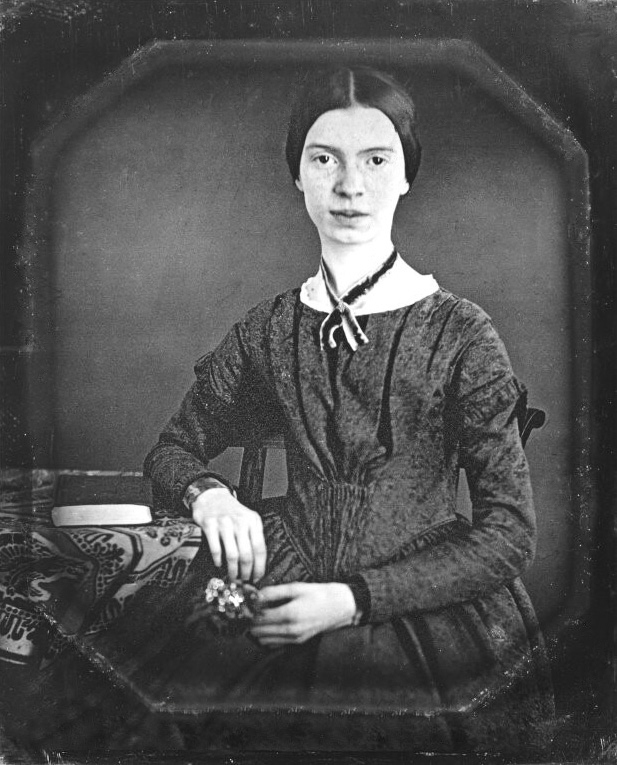
Emily Dickinson

- Emily Dickinson. ''Poem 564 (My period had come for Prayer —)''. Circa 1862. ''Poem 1260 (Because that you are going)''. Circa 1873. ''Poem 1591 (The Bobolink is gone —)''. Circa 1883. ''Poem 1719 (God is indeed a jealous God —)''. XIX secolo. In The Complete Poems of Emily Dickinson. Curato da Thomas H. Johnson, 274–75, 551–52, 659, 698. New York: Little, Brown & Co., 1960. ISBN 0-316-18414-4.
- Samson Raphael Hirsch. The Jewish Sabbath. Nabu Press, 2010. Originalmente pubbl. in Germania, XIX secolo.
- Franklin E. Hoskins. “The Route Over Which Moses Led the Children of Israel Out of Egypt.” National Geographic Magazine. (Dic. 1909): 1011–38.
- Maynard Owen Williams. “East of Suez to the Mount of the Decalogue: Following the Trail Over Which Moses Led the Israelites from the Slave-Pens of Egypt to Sinai.” National Geographic. (Dic. 1927): 708–43.
- A. M. Klein. “Sacred Enough You Are.” Canada, 1940. Rist. in The Collected Poems of A.M. Klein, 152. Toronto: McGraw-Hill Ryerson, 1974. ISBN 0-07-077625-3.
- Thomas Mann. Giuseppe e i suoi fratelli. Trad. (EN)  di John E. Woods, 257, 325, 612, 788. New York: Alfred A. Knopf, 2005. ISBN 1-4000-4001-9. Originale (DE)  Joseph und seine Brüder. Stockholm: Bermann-Fischer Verlag, 1943.

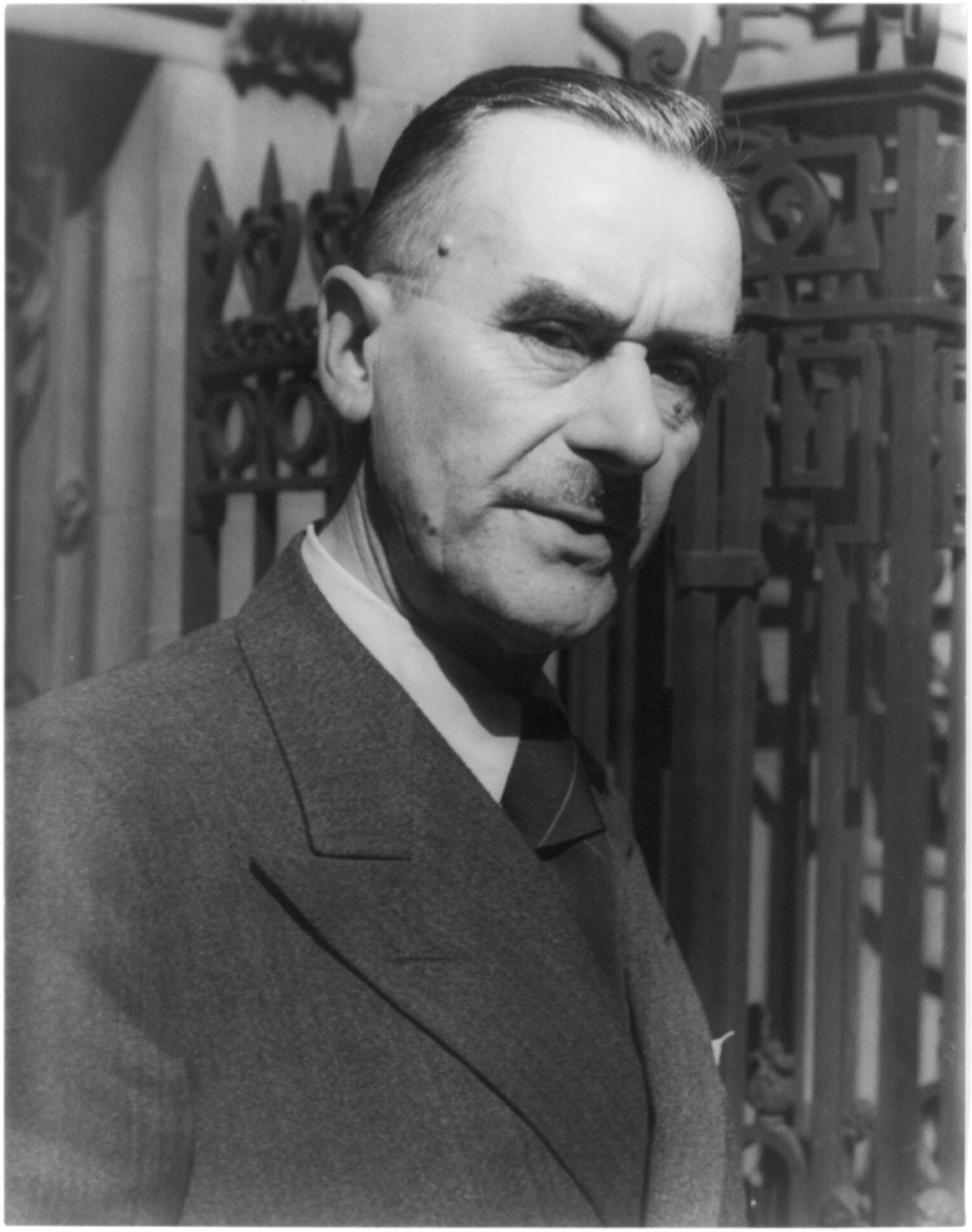
Thomas Mann

- Thomas Mann, Rebecca West, Franz Werfel, John Erskine, Bruno Frank, Jules Romains, André Maurois, Sigrid Undset, Hendrik Willem van Loon, Louis Bromfield, Hermann Rauschning. The Ten Commandments: Ten Short Novels of Hitler's War Against the Moral Code. Cur. da Armin L. Robinson. New York: Simon and Schuster, 1943.
- Abraham Joshua Heschel. The Sabbath. New York: Farrar Straus Giroux, 1951. Rist. 2005. ISBN 0-374-52975-2.
- Morris Adler. The World of the Talmud, 28–29. B'nai B'rith Hillel Foundations, 1958. Reprinted Kessinger Publishing, 2007. ISBN 0-548-08000-3.
- Martin Buber. On the Bible: Eighteen studies, 80–121. New York: Schocken Books, 1968.
- Gunther Plaut. Shabbat Manual. New York: CCAR, 1972.
- Harvey Arden. “In Search of Moses.” National Geographic. (1976): 2–37.
- Walter J. Harrelson. The Ten Commandments and Human Rights. Philadelphia: Fortress Press, 1980. ISBN 0-8006-1527-1. Revised ed. Mercer University Press, 1997. ISBN 0-86554-542-1.
- Harvey Arden. “Eternal Sinai.” National Geographic. 161 (4) (Apr. 1982): 420–61.

S.Y. Agnon

- David Noel Freedman. “The Nine Commandments: The secret progress of Israel's sins.” Bible Review. 5 (6) (Dec. 1989).
- Krzysztof Kieślowski. Decalogo. Varsavia: Sender Freies Berlin (SFB), Telewizja Polska (TVP), e Zespol Filmowy “Tor,” 1989.
- Moshe Weinfeld. “What Makes the Ten Commandments Different?” Bible Review. 7 (2) (Apr. 1991).
- Pinchas Hacohen Peli. The Jewish Sabbath: A Renewed Encounter. New York: Schocken, 1991. ISBN 0-8052-0998-0.
- Shmuel Yosef Agnon. Present at Sinai: The Giving of the Law. Philadelphia: Jewish Publication Society, 1994. ISBN 0-8276-0503-X.
- Elliot N. Dorff. “Artificial Insemination, Egg Donation and Adoption.” New York: Rabbinical Assembly, 1994. EH 1:3.1994. Reprinted in Responsa: 1991–2000: The Committee on Jewish Law and Standards of the Conservative Movement. Edited by Kassel Abelson and David J. Fine, 461, 483, 506. New York: Rabbinical Assembly, 2002. ISBN 0-916219-19-4. (duty of the children of artificial insemination to honor their social parents; implications of the duty to honor parents for single parenthood).
- Elliot N. Dorff. “Jewish Businesses Open on Shabbat and Yom Tov: A Concurring Opinion.” New York: Rabbinical Assembly, 1995. OH 242.1995c. Reprinted in Responsa: 1991–2000: The Committee on Jewish Law and Standards of the Conservative Movement. Edited by Kassel Abelson and David J. Fine, 64–70. New York: Rabbinical Assembly, 2002. ISBN 0-916219-19-4.
- Elliot N. Dorff. “Family Violence.” New York: Rabbinical Assembly, 1995. HM 424.1995. Rist. in Responsa: 1991–2000: The Committee on Jewish Law and Standards of the Conservative Movement. Cur. da Kassel Abelson & David J. Fine, 773, 786. New York: Rabbinical Assembly, 2002. ISBN 0-916219-19-4. (implicazioni del comandamento di onorare i propri genitori nel dovere di sostenere genitori indigenti).
- Marc Gellman. God's Mailbox: More Stories About Stories in the Bible, 47–67. New York: Morrow Junior Books, 1996. ISBN 0-688-13169-7.
- Mark Dov Shapiro. Gates of Shabbat: A Guide for Observing Shabbat. New York: CCAR Press, 1996. ISBN 0-88123-010-3.
- Elliot N. Dorff. “Assisted Suicide.” New York: Rabbinical Assembly, 1997. YD 345.1997a. Rist. su Responsa: 1991–2000: The Committee on Jewish Law and Standards of the Conservative Movement. Cur. da Kassel Abelson & David J. Fine, 379, 380. New York: Rabbinical Assembly, 2002. ISBN 0-916219-19-4. (implicazioni di Dio padrone dell'Universo nel suicidio assistito).
- Baruch J. Schwartz. “What Really Happened at Mount Sinai? Four biblical answers to one question.” Bible Review. 13 (5) (Oct. 1997).
- William H.C. Propp. Exodus 1–18, 2:622–35. New York: Anchor Bible, 1998. ISBN 0-385-14804-6.

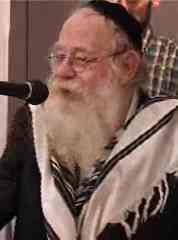
Adin Steinsaltz

- Adin Steinsaltz. Simple Words: Thinking About What Really Matters in Life, 49, 182. New York: Simon & Schuster, 1999. ISBN 0-684-84642-X.
- David Noel Freedman. The Nine Commandments: Uncovering a Hidden Pattern of Crime and Punishment in the Hebrew Bible. New York: Doubleday, 2000. ISBN 0-385-49986-8.
- Elie Kaplan Spitz. “Mamzerut.” New York: Rabbinical Assembly, 2000. EH 4.2000a. Rist. su Responsa: 1991–2000: The Committee on Jewish Law and Standards of the Conservative Movement. Cur. da Kassel Abelson & David J. Fine, 558, 562–63, 566. New York: Rabbinical Assembly, 2002. ISBN 0-916219-19-4. (implicazioni della proibizione dell'adulterio e Dio che si ricorda del malfatto fino alla terza o quarta generazione, nella legge di mamzer).
- Joseph Telushkin. The Ten Commandments of Character: Essential Advice for Living an Honorable, Ethical, Honest Life, 52–59, 61–65, 76–80, 129–32, 177–80, 189–90, 204–06, 275–78. New York: Bell Tower, 2003. ISBN 1-4000-4509-6.
- William H.C. Propp. Exodus 19–40, 2A:101–85. New York: Anchor Bible, 2006. ISBN 0-385-24693-5.
- Suzanne A. Brody. “Shabbat” and “Talking at Sinai.” In Dancing in the White Spaces: The Yearly Torah Cycle and More Poems, 51–57, 79. Shelbyville, Kentucky: Wasteland Press, 2007. ISBN 1-60047-112-9.
- Esther Jungreis. Life Is a Test, 208, 227. Brooklyn: Shaar Press, 2007. ISBN 1-4226-0609-0.
- Ufficio delle Nazioni Unite per il Controllo della Droga e la Prevenzione del Crimine. International Homicide Statistics (EN)  2009.
- Frank Newport. “Extramarital Affairs, Like Sanford's, Morally Taboo: Recent Confessions of Affairs by Elected Officials Fly in Face of Americans' Normative Standards” Gallup Inc. June 25, 2009.
- Ziv Hellman. “And on the Seventh Day: Israelis ponder the public nature of the Shabbath in a state that seeks to be both Jewish and democratic.” The Jerusalem Report. 20 (19) (2009): 26–30.
- “Day of Rest: Judith Shulevitz's New Book Considers the Sabbath Throughout the Ages and in Her Own Life.” In Tablet Magazine. (Mar. 2010).
- “Body Image: An Art Historian Tackles the Thorny Matter of Jews and Figurative Painting.” In Tablet Magazine. (2010). (il comandamento di non fare immagini scolpite e gli artisti ebrei).
- Joseph Telushkin. Hillel: If Not Now, When? 55–57. New York: Nextbook, Schocken, 2010. ISBN 978-0-8052-4281-2. (onorare il padre e la madre).
- Joe Lieberman e David Klinghoffer. The Gift of Rest: Rediscovering the Beauty of the Sabbath. New York: Howard Books, 2012. ISBN 978-1-4516-2731-2

### Testi
- "Parashat Itrò", su torah.it
- "Parashat Itrò" cantata, su torah.it
- Commentari e canti della "Parashat Itrò", su torah.it
- Testo Masoretico e traduzione JPS 1917, su mechon-mamre.org.
- Parashah cantata, su Bible.ort.org.
- Parashah in ebraico, su mechon-mamre.org.

### Commentari
- Academy for Jewish Religion, California, su ajrca.org.
- Academy for Jewish Religion, New York, su ajrsem.org.
- Aish.com. URL consultato il 10 febbraio 2013 (archiviato dall'url originale il 18 gennaio 2011).
- Akhlah: The Jewish Children’s Learning Network, su akhlah.com. URL consultato il 10 febbraio 2013 (archiviato dall'url originale il 30 gennaio 2013).
- American Jewish University, su judaism.ajula.edu (archiviato dall'url originale il 4 marzo 2012).
- Anshe Emes Synagogue, Los Angeles, su anshe.org.
- Ari Goldwag, su arigoldwag.com. URL consultato il 10 febbraio 2013 (archiviato dall'url originale il 27 luglio 2013).
- Bar-Ilan University, su biu.ac.il. URL consultato il 10 febbraio 2013 (archiviato dall'url originale il 6 gennaio 2011).
- Chabad.org.
- eparsha.com.
- G-dcast, su g-dcast.com. URL consultato il 10 febbraio 2013 (archiviato dall'url originale il 20 marzo 2013).
- The Israel Koschitzky Virtual Beit Midrash, su vbm-torah.org. URL consultato il 10 febbraio 2013 (archiviato dall'url originale il 5 febbraio 2012).
- Jewish Agency for Israel, su jewishagency.org. URL consultato il 10 febbraio 2013 (archiviato dall'url originale il 2 ottobre 2012).
- Jewish Theological Seminary (XML), su jtsa.edu. URL consultato il 10 febbraio 2013 (archiviato dall'url originale l'11 marzo 2013).
- Miriam Aflalo, su mishpacha.com. URL consultato il 10 febbraio 2013 (archiviato dall'url originale il 6 aprile 2012).
- MyJewishLearning.com. URL consultato il 10 febbraio 2013 (archiviato dall'url originale il 7 ottobre 2008).
- Ohr Sameach, su ohr.edu.
- Orthodox Union, su ou.org.
- OzTorah, Torah from Australia, su oztorah.com.
- Oz Ve Shalom — Netivot Shalom, su netivot-shalom.org.il. URL consultato il 10 febbraio 2013 (archiviato dall'url originale il 24 giugno 2010).

- Pardes from Jerusalem, su pardes.org.il. URL consultato il 10 febbraio 2013 (archiviato dall'url originale il 29 marzo 2012).
- Parsha Parts (PDF), su parshaparts.com. URL consultato il 10 febbraio 2013 (archiviato dall'url originale l'8 marzo 2012).
- Rabbi Dov Linzer, su rabbidovlinzer.blogspot.com.
- Rabbi Shlomo Riskin, su ohrtorahstone.org.il. URL consultato il 10 febbraio 2013 (archiviato dall'url originale il 21 agosto 2011).
- Rabbi Shmuel Herzfeld, su rabbishmuel.com. URL consultato il 10 febbraio 2013 (archiviato dall'url originale l'11 marzo 2013).
- Reconstructionist Judaism, su www4.jrf.org. URL consultato il 10 febbraio 2013 (archiviato dall'url originale il 16 febbraio 2006).
- Sephardic Institute, su judaic.org. URL consultato il 10 febbraio 2013 (archiviato dall'url originale il 7 agosto 2008).
- Shiur.com.
- 613.org Jewish Torah Audio, su 613.org. URL consultato il 10 febbraio 2013 (archiviato dall'url originale il 27 settembre 2011).
- Tanach Study Center, su tanach.org.
- Torah from Dixie, su tfdixie.com. URL consultato il 10 febbraio 2013 (archiviato dall'url originale il 1º gennaio 2007).
- Torah.it, su archivio-torah.it.
- Torah.org.
- TorahVort.com.
- Union for Reform Judaism, su urj.org. URL consultato il 10 febbraio 2013 (archiviato dall'url originale il 15 ottobre 2008).
- United Hebrew Congregations of the Commonwealth, su chiefrabbi.org. URL consultato il 10 febbraio 2013 (archiviato dall'url originale il 10 aprile 2012).
- United Synagogue of Conservative Judaism, su uscj.org. URL consultato il 10 febbraio 2013 (archiviato dall'url originale il 14 agosto 2012).
- What’s Bothering Rashi?, su shemayisrael.com.
- Yeshiva University, su yutorah.org. URL consultato il 10 febbraio 2013 (archiviato dall'url originale il 18 dicembre 2019).